# Pete Parada
Pete Parada (Arkport, 9 luglio 1974) è un batterista statunitense.
Attivo dal 1995, Parada è conosciuto per aver suonato nei Saves the Day e in due band della scena punk rock californiana: i Face to Face (1998-2003) e gli Offspring (2007-2021).

## Carriera

### Face to Face
Dopo aver fatto un provino per rimpiazzare Rob Kurth, Parada si unì ufficialmente ai Face to Face nel 1998. Fu presente in quattro album, fino a quando il gruppo decise di rimanere in uno stato di pausa per un periodo di tempo indeterminato.

### Saves the Day
Durante la pausa dei Face to Face, Parada sostituì Bryan Newman dei Saves the Day. Con loro registrò due album.
Il 28 marzo 2007 Parada annunciò che avrebbe lasciato il gruppo:
(Pete Parada)

### The Offspring
Il 27 luglio 2007 gli Offspring annunciarono che Parada sarebbe diventato il nuovo batterista del gruppo, sostituendo Atom Willard, impegnato nel nuovo progetto degli Angels & Airwaves. Il 3 agosto 2021 viene licenziato dal gruppo perché impossibilitato a vaccinarsi contro il SARS-CoV-2.

## Strumenti
Sul sito ufficiale di Pete è presente una lista dettagliata degli strumenti che utilizza.

## Discografia

### Album con i Saves the Day
- 2003 - In Reverie[5]
- 2006 - Sound the Alarm[6]
- 2006 - Bug Sessions Vol. 1

### Con i Face to Face

#### Album in studio
- 1999 - Standards & Practices
- 1999 - Ignorance Is Bliss
- 2000 - Reactionary
- 2002 - How to Ruin Everything

#### Split
- 2002 - Six Track Split EP (Split con i Dropkick Murphys[7])

#### EP
- 1999 - So Why Aren't You Happy?
- 2002 - HTRE Outtake Bonus EP

#### Album dal vivo
- 1998 - Live

### Album con gli Steel Prophet
- 1997 - Into the Void (Hallucinogenic Conception)

### Album con Rob Halford
- 2000 - Resurrection[8]

### Album con gli Engine
- 2000 - Engine[9]
- 2002 - Superholic[10]

### Album con i Jackson United
- 2003 - Jackson United[senza fonte]
- 2005 - Western Ballads[11]

### Album con Ali Handel
- 2000 - Dirty Little Secret[12]

### Album con Death Valley High
- 2005 - The Similarities Between the Loveless and the Undead[13]

### Album con gli Offspring
- 2012 - Days Go By
- 2021 - Let the Bad Times Roll

### Singoli con gli Offspring
- 2012 - Days Go By
- 2012 - Cruising California (Bumpin' in My Trunk)
- 2012 - Turning into You
- 2015 - Coming for You
- 2016 - Sharknado
- 2020 - Christmas (Baby Please Come Home)
- 2021 - Let the Bad Times Roll
- 2021 - We Never Have Sex Anymore